# Нитрование
Нитрование — реакция введения нитрогруппы —NO2 в молекулы органических соединений.
Реакция нитрования может протекать по электрофильному, нуклеофильному или радикальному механизму, при этом активной частицей в данных реакциях являются соответственно катион нитрония NO2+, нитрит-ион NO2- или радикал NO2•. Процесс заключается в замещении атома водорода у атомов C, N, O или присоединении нитрогруппы по кратной связи.

## Электрофильное нитрование
При электрофильном нитровании основным нитрующим агентом является азотная кислота. Безводная азотная кислота подвергается автопротолизу по реакции:
{\displaystyle {\mathsf {2HNO_{3}\rightleftarrows [H_{2}NO_{3}]^{+}+NO_{3}^{-}\rightleftarrows NO_{2}^{+}+NO_{3}^{-}+H_{2}O}}}
Вода сдвигает равновесие влево, поэтому в 93-95 % азотной кислоте катион нитрония уже не обнаруживается. В связи с этим азотная кислота используется в смеси со связывающей воду концентрированной серной кислотой или олеумом: в 10%-ном растворе азотной кислоты в безводной серной кислоте равновесие практически полностью сдвинуто вправо.
Кроме смеси серной и азотной кислот используются различные комбинации оксидов азота и органических нитратов с кислотами Льюиса (AlCl3, ZnCl2, BF3). Сильными нитрующими свойствами обладает смесь азотной кислоты с уксусным ангидридом, в которой образуется смесь ацетилнитрата и оксида азота(V), а также смесь азотной кислоты с оксидом серы(VI) или оксидом азота(V).
Процесс проводят либо при непосредственном взаимодействии нитрующей смеси с чистым веществом, либо в растворе последнего в полярном растворителе (нитрометан, сульфолан, уксусная кислота). Полярный растворитель кроме того, что растворяет реагирующие вещества, сольватирует ион [H2NO3]+ и способствует его диссоциации.
В лабораторных условиях чаще всего используются нитраты и соли нитрония, нитрующая активность которых возрастает в следующем ряду:
{\displaystyle {\mathsf {AlkONO_{2}<(CH_{3})_{2}C(CN)ONO_{2}<RC(NO_{2})_{3},RN(NO_{2})_{2}<NO_{2}F<CH_{3}COONO_{2}<N_{2}O_{5}<NO_{2}^{+}X^{-}}}}
Механизм нитрования бензола:
Кроме замещения атома водорода нитрогруппой применяется также заместительное нитрование, когда нитрогруппа вводится вместо сульфо-, диазо- и других групп.
Нитрование алкенов при действии апротонных нитрующих агентов идёт по нескольким направлениям, которое зависит от условий реакции и строения исходных реагентов. В частности, могут протекать реакции отщепления протона и присоединения функциональных групп молекул растворителя и противоионов:
Нитрование аминов приводит к N-нитроаминам. Этот процесс является обратимым:
{\displaystyle {\mathsf {R_{2}NH+NO_{2}^{+}\rightleftarrows [R_{2}N\cdot \cdot \cdot NO_{2}]^{+}\rightleftarrows [R_{2}NHNO_{2}]^{+}\rightleftarrows R_{2}NNO_{2}+H^{+}}}}
Нитрование аминов проводят концентрированной азотной кислотой, а также её смесями с серной кислотой, уксусной кислотой или уксусным ангидридом. Выход продукта увеличивается при переходе от сильноосновных аминов к слабоосновным. Нитрование третичных аминов идёт с разрывом связи C-N (реакция нитролиза); эта реакция используется для получения взрывчатых веществ - гексогена и октогена - из уротропина.
Заместительное нитрование ацетамидов, сульфамидов, уретанов, имидов и их солей протекает по схеме
{\displaystyle {\mathsf {R_{2}NX+NO_{2}Y\rightarrow R_{2}NNO_{2}+XY\ \ \ X=SO_{2}R,COAlk,OCOAlk,Si(Alk)_{3};\ \ \ Y=F,NO_{3},BF_{4}}}}
Реакцию ведут в апротонных растворителях с использованием апротонных нитрующих агентов.
Спирты нитруются любыми нитрующими агентами; реакция является обратимой:
{\displaystyle {\mathsf {RCH_{2}OH+NO_{2}X\rightleftarrows RCH_{2}ONO_{2}+HX}}}

## Нуклеофильное нитрование
Эта реакция используется для синтеза алкилнитритов. Нитрующими агентами в этом типе реакций являются соли нитриты щелочных металлов в апротонных диполярных растворителях (иногда - в присутствии краун-эфиров). Субстратами являются алкилхлориды и алкилиодиды, α-галогенкарбоновые кислоты и их соли, алкилсульфаты. Побочными продуктами реакции являются органические нитриты.

## Радикальное нитрование
Радикальное нитрование применяется для получения нитроалканов и нитроалкенов. Нитрующими агентами являются азотная кислота или оксиды азота. Процесс идёт по разветвлённому радикально-цепному механизму:
{\displaystyle {\mathsf {RH+NO_{2}\cdot {\xrightarrow[{}]{k_{0}}}R\cdot +HNO_{2}}}}
{\displaystyle {\mathsf {R\cdot +NO_{2}\cdot {\xrightarrow[{}]{k_{1}}}RNO_{2}}}}
{\displaystyle {\mathsf {R\cdot +NO_{2}{\xrightarrow[{}]{k_{2}}}RO\cdot +NO\cdot }}}
{\displaystyle {\mathsf {RO\cdot +NO\cdot {\xrightarrow[{}]{k_{2'}}}RONO}}}
{\displaystyle {\mathsf {RO\cdot +NO_{2}{\xrightarrow[{}]{k_{2''}}}RONO_{2}}}}
{\displaystyle {\mathsf {RO\cdot +RH{\xrightarrow[{}]{k_{3}}}ROH+R\cdot }}}
{\displaystyle {\mathsf {RO\cdot {\xrightarrow[{}]{k_{4}}}R'CHO+R''\cdot }}}
{\displaystyle {\mathsf {R'CHO+NO_{2}{\xrightarrow[{}]{k_{5}}}R'CO\cdot +HNO_{2}}}}
{\displaystyle {\mathsf {R'CO\cdot {\xrightarrow[{}]{k_{6}}}R'\cdot +CO}}}
{\displaystyle {\mathsf {HNO_{2}\rightarrow HO\cdot +NO\cdot }}}
{\displaystyle {\mathsf {R'\cdot +NO{\xrightarrow[{}]{k_{8}}}R'NO}}}
{\displaystyle {\mathsf {HNO_{2}+HNO_{3}\rightarrow 2NO_{2}\cdot +H_{2}O}}}
Параллельно протекает реакция окисления алканов ввиду взаимодействия радикала NO2• с алкильным радикалом по атому не азота, а кислорода. Реакционноспособность алканов возрастает при переходе от первичных к третичным. Реакцию проводят как в жидкой фазе (азотной кислотой при нормальном давлении или оксидами азота, при 2-4,5 МПа и 150-220°C), так и в газовой (пары азотной кислоты, 0,7-1,0 МПа, 400-500°C).
Нитрование алкенов по радикальному механизму проводят 70-80%-ной азотной кислотой, иногда - разбавленной азотной кислотой в присутствии оксидов азота. Циклоалкены, диалкил- и диарилацетилены нитруют оксидом N2O4, при этом образуются цис- и транс-нитросоединения, побочные продукты образуются ввиду окисления и деструкции исходных субстратов.
Анион-радикальный механизм нитрования наблюдается при взаимодействии тетранитрометана солей моно-нитросоединений.